# Alejandra Ochoa
Alejandra Ochoa (San Salvador, 1993) è una modella salvadoregna, incoronata Nuestra Belleza El Salvador Universo 2011 durante l'evento tenutosi presso il Teatro Nacional del Salvador nella capitale dello stato, San Salvador, il 30 giugno 2011.
Vincendo il titolo, Alejanda Ochoa, che è alta un metro e settantaquattro si era guadagnata il diritto di rappresentare la propria nazione al prestigioso concorso di bellezza internazionale Miss Universo 2011, che si è tenuto a São Paulo, in Brasile, il 12 settembre 2011.
Ad un mese dal concorso però la Ochoa ha dovuto rinunciare all'annunciata partecipazione a Miss Universo per sopravvenuti motivi di salute. Il suo posto di delegata salvadoregna è stato quindi preso da Mayra Aldana, seconda classificata del concorso Nuestra Belleza El Salvador.